# Comuna Rakoșîno, Muncaci
Rakoșîno (în ucraineană Ракошино) este o comună în raionul Muncaci, regiunea Transcarpatia, Ucraina, formată din satele Benedîkivți, Ciopivți, Dombokî, Kaidanovo, Rakoșîno (reședința) și Ruske.

## Demografie
Componența lingvistică a comunei Rakoșîno
     Ucraineană (74,46%)
     Maghiară (23,69%)
     Alte limbi (1,79%)
Conform recensământului din 2001, majoritatea populației comunei Rakoșîno era vorbitoare de ucraineană (74,46%), existând în minoritate și vorbitori de maghiară (23,69%).